# Challenge national féminin de futsal 2023-2024
Navigation
2022-2023 2024-2025
Le Challenge national féminin de futsal 2023-2024 est la deuxième édition d'une compétition nationale féminine de futsal organisée par la Fédération française de football.
Le Nantes Métropole Futsal conserve son titre après sa victoire face au FC Vesoul  en finale le samedi 1er juin 2024.

## Organisation

### Format et calendrier
| Phase                     | Date                     | Participants |
| ------------------------- | ------------------------ | ------------ |
| Qualifications régionales | octobre 2023 - mars 2024 | +300         |
| Qualification nationale   | 21 avril 2024            | 16           |
| Demi-finales              | 4 mai 2024               | 4            |
| Finale                    | 1er juin 2024            | 2            |

La phase préliminaire régionale, gérée par les Ligues via les commissions régionales Futsal, qualifie seize équipes pour la phase qualificative nationale.
Pour cette deuxième édition, les Ligues régionales de Corse, de Normandie et de Nouvelle-Aquitaine ont deux représentants pour la phase qualificative nationale, mais doivent obligatoirement en accueillir un site à la date prévue au calendrier officiel. Ces seize équipes sont réparties sur quatre sites de quatre équipes, dont la Ligue du Grand Est est le quatrième. Le vainqueur de chacun des quatre sites est qualifié pour la finale nationale.
La phase finale à quatre est jouée à élimination directe. Les vainqueurs des demi-finales jouées le 4 mai se qualifient pour la finale prévue pour le 1er juin. Début novembre 2023, le Bureau exécutif de la Ligue du Football Amateur entérine la date et le lieu de la finale de la deuxième édition du Challenge National Féminin Futsal. La finale est organisée le samedi 1er juin au Parc des sports de Vandœuvre-lès-Nancy, en Ligue de Grand Est.

### Clubs participants
Le Challenge National Féminin Futsal est ouvert à tous les clubs des ligues régionales métropolitaines. La compétition est ouverte aux joueuses licenciées Futsal ou Libre (Seniors, U20F, U19F et U18F autorisées médicalement) dans un club de football affilié à la Fédération française de football.
La phase nationale est composée de treize équipes issues de chaque Ligue et trois équipes supplémentaires suivant des modalités décidées par le Bureau exécutif de la Ligue de Football Amateur (BELFA). Pour l'édition 2023-2024, les tickets supplémentaires sont séléctionnés sur la base du classement du nombre de licenciées féminines futsal, mais pour varier après l'édition précédente, ce sont les Ligues de Corse, de Normandie et de Nouvelle-Aquitaine qui bénéficient d'une place supplémentaire, soit deux représentants, pour la phase qualificative nationale.

## Compétition

### Qualification nationale
Les matchs du Groupe 1 se déroulent à Borgo, en Corse :
Les matchs du Groupe 2 se déroulent à Strasbourg, en Alsace :
Les matchs du Groupe 3 se déroulent à Lisieux, en Normandie :
Les matchs du Groupe 4 se déroulent à Bordeaux, en Gironde :

### Phase finale

#### Clubs participants
Le Joliot Groom’s, le FC Vesoul, le Hercules Futsal et Nantes Métropole Futsal disputent les demi-finales nationales. 
Les Nantaises remportent auparavant l'événement Copa Coca-Cola de la FFF en 2021 et 2022, la Coupe de France AMF en 2021, la Coupe d'Europe de la FEF en 2022 ainsi que l'édition précédente du Challenge féminin futsal en 2023, et se présente donc en tant que grandes favorites.

#### Tableau
Le tirages au sort de la phase finale du challenge féminin a lieu mi-mars 2024 au siège de la Fédération française de football.
Le Nantes Métropole Futsal reçoit Joliot Groom's et s'impose très logiquement 16-2, tandis que le FC Vesoul se qualifie difficilement grâce à une victoire chez Hercules Futsal sur un score de 5-4. Nantes Métropole Futsal corrige le FC Vesoul 7-1 en finale pour garder sa couronne.
|  | Demi-finales    | Demi-finales    |           |   | Finale            | Finale            |
|  | Demi-finales    | Demi-finales    |           |   | Finale            | Finale            |
|  |                 |                 |           |   |                   |                   |
|  | 4 mai, à Nantes | 4 mai, à Nantes |           |   | 1er juin, à Nancy | 1er juin, à Nancy |
|  | 4 mai, à Nantes | 4 mai, à Nantes |           |   | 1er juin, à Nancy | 1er juin, à Nancy |
|  | Nantes MF       | 16              |           |   | 1er juin, à Nancy | 1er juin, à Nancy |
|  | Nantes MF       | 16              |           |   | 1er juin, à Nancy | 1er juin, à Nancy |
|  | Joliot Groom's  | 2               |           |   | 1er juin, à Nancy | 1er juin, à Nancy |
|  | Joliot Groom's  | 2               | Nantes MF | 7 |                   |                   |
|  | 4 mai, à Oissel |                 | Nantes MF | 7 |                   |                   |
|  |                 | FC Vesoul       | 1         |   |                   |                   |
|  | Hercules Futsal | FC Vesoul       | 1         | 4 |                   |                   |
|  | Hercules Futsal |                 |           | 4 |                   |                   |
|  | FC Vesoul       | 5               |           |   |                   |                   |
|  | FC Vesoul       | 5               |           |   |                   |                   |

## Pour approfondir